# Martin Green

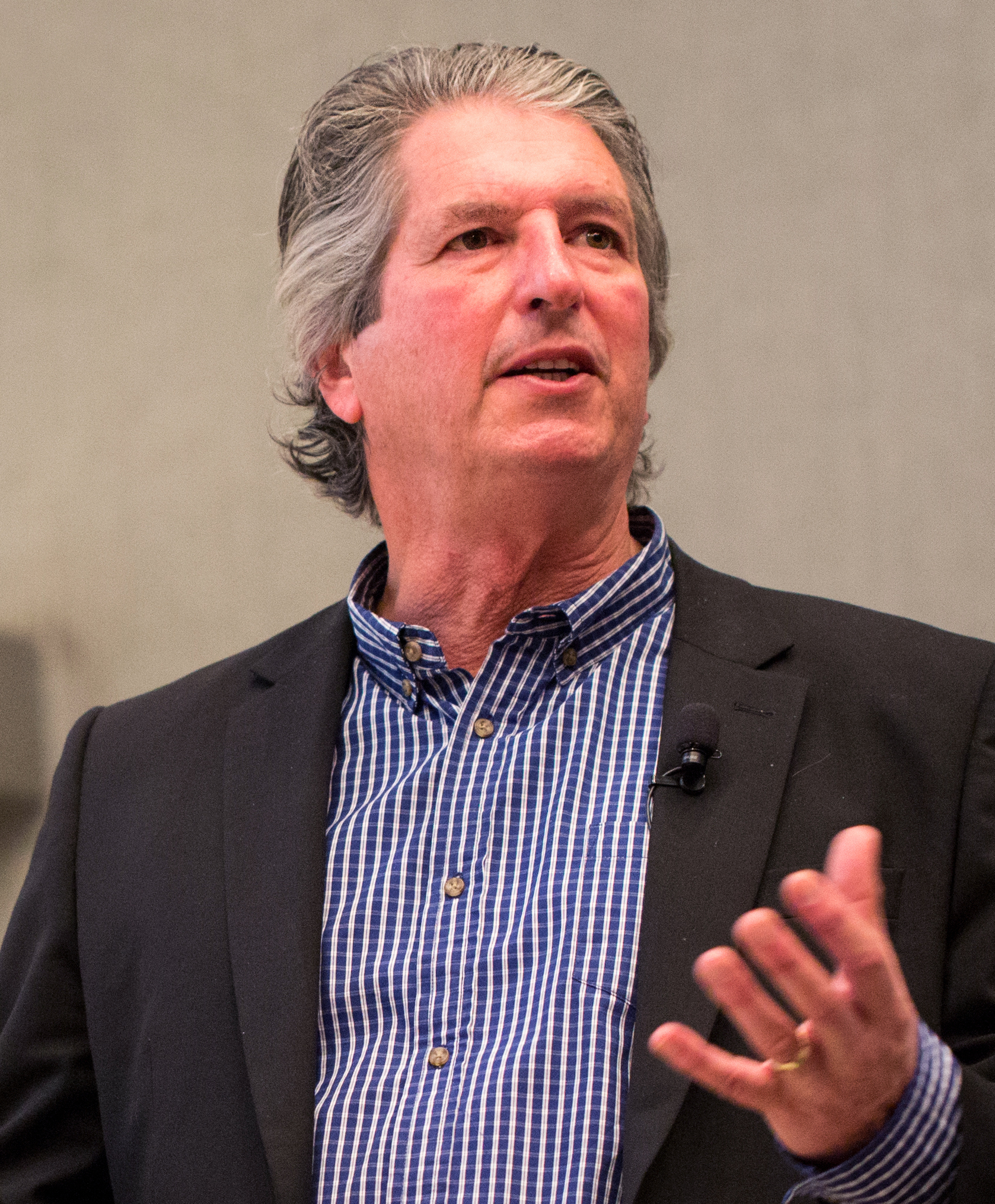
Martin Green

Martin Andrew Green AM FRS (geb. 20. Juli 1948) ist ein australischer Professor an der University of New South Wales, der sich mit Solarenergie beschäftigt.

## Ausbildung
Green wurde in Brisbane geboren und wurde an der renommierten Brisbane State High School ausgebildet. Er studierte an der University of Queensland (UQ) und mit einem Commonwealth-Stipendium an der McMaster University in Kanada, wo er sich auf Solarenergie spezialisierte und 1974 mit einer von John Shewchun betreuten Dissertation promoviert wurde.

## Forschung
1974 initiierte er an der University of New South Wales die Solar Photovoltaics-Gruppe, welche sich mit der Entwicklung von Silizium-Solarzellen beschäftigte. Die Gruppe hatte ihren größten Erfolg in den frühen 80er Jahren durch die Herstellung einer Siliziumzelle mit einem Wirkungsgrad von 20 %, die mittlerweile auf 25 % verbessert wurde. Die „Solarzelle mit vergrabenem Kontakt“ (buried-contact solar cell) wurde 1984 an der UNSW entwickelt. und später patentiert. 2015 gelang der Gruppe eine Solarzelle mit 40,6 % mit Hilfe eines Konzentrators.
Green hat sowohl populär- als auch fachwissenschaftliche Bücher über Solarzellen veröffentlicht. Er ist Herausgeber der Fachzeitschrift Progress in Photovoltaics. Green sitzt im Vorstand der in Sydney ansässigen Pacific Solar Pty Ltd. (heute CSG Solar), als Forschungsleiter. 

## Schriften
- Solar Cells: Operating Principles, Technology, and System Applications. UNSW Press, 1986, ISBN 0-85823-580-3.
- Power to the People: Sunlight to Electricity Using Solar Cells. UNSW Press, 2000, ISBN 0-86840-554-X.
- Third Generation Photovoltaics: Advanced Solar Energy Conversion (= Springer Series in Photonics. Nr. 12). Springer, 2003, ISBN 3-540-40137-7.

## Auszeichnungen und Ehrungen
Green hat zahlreiche Auszeichnungen erhalten, darunter:
- 1982 Pawsey Medal der Australian Academy of Science
- 1990 Cherry Award des IEEE
- 1992 CSIRO External Medal
- 1995 J. J. Ebers Award des IEEE
- 1999 Australien-Preis
- 2000 Korrespondierendes Mitglied der Real Academia de Ingeniería[11]
- 2000 Medal of Engineering Excellence der World Federation of Engineering Organizations[12]
- 2000 Millennium Award des World Renewable Energy Congress
- 2002 Right Livelihood Award[13]
- 2003 Karl Böer Solar Energy Medal of Merit Award der University of Delaware
- 2007 SolarWorld Einstein Award[14]
- 2012 Mitglied des Order of Australia[15]
- 2013 Fellow der Royal Society von London[16]
- 2015 James Cook Medaille der Royal Society of New South Wales
- 2016 Ian Wark Medal der Australian Academy of Science
- 2018 Mitglied der IEEE Electron Devices Society
- 2018 Global Energy Prize[17]
- 2021 Japan-Preis
- 2022 Millennium Technology Prize
- 2023 Queen Elizabeth Prize for Engineering
- 2023 Mitglied der National Academy of Engineering